# Mutare

Mutare är den fjärde största staden i Zimbabwe och huvudstad i provinsen Manicaland. Folkmängden uppgick till 188 243 invånare vid folkräkningen 2012. Ordet Mutare betyder "metallbit" och det är troligen stadens flod som getts det namnet efter att guld upptäckts i Penhalongadalen, genom vilken Mutarefloden flyter.  
Mutare grundades 1897 som ett fort, endast åtta kilometer från gränsen till Moçambique. Då det bara är 290 kilometer från Mutare till hamnstaden Beira i Moçambique kallas staden också för Zimbabwes port mot havet.  
Området tillhörde ursprungligen hövdingen Mutasa. År 1890 gavs konsession till A.R. Coquhoun och fortet Umtali byggdes mellan Tsambefloden och Mutarefloden. Fortet bytte sedan namn till Mutare. År 1891 flyttades fortet (staden) till den plats där Gamla Mutare idag ligger, omkring 14 kilometer norr om stadskärnan. År 1896 flyttades staden åter, denna gång för att komma närmare järnvägen som byggts mellan Beira och Harare. Kompensation gavs av Brittiska Sydafrikakompaniet till stadsbefolkningen för flytten. 1914 blev Mutare officiellt en kommun i Zimbabwe och 1971 fick den stadsrättigheter. År 1982 ändrades namnet officiellt från Umtali till Mutare, som är dess ursprungliga namn.

## Utbildning

### Primärskolor
- Baring Primary School
- Chancellor Junior School
- Chikanga Primary School
- Cross Kopje Junior School
- Chirovakamwe
- Dangamvura Primary School
- Hillcrest Preparatory School (privat skola)
- Mutanda Primary School
- Mutare Junior School
- New Dangare Primary School
- Rujeko Primary School
- Sakubva Primary School
- Rock of Ages Private Junior School
- Murahwa Hill Primary School
- St Joseph's Primary School
- Sheni Primary School
- Zamba Primary School
- Zimunya Primary School
- Sacred Heart Primary School
- Chisamba Primary School
- Matika Primary School
- Joshua Dhube Primary School
- Zhawari Primary School
- Dangare primary School
- Mutukwa primary School
- Hartzell Central Primary School
- Elim Primary School Penhalonga
- Imbeza Primary School

### Sekundärskolor och high schools
- Hartzell High School
- Chikanga Secondary School
- Dangamvura High School
- Elise Gledhill High School
- Hillcrest College(privat skola)
- Mutare Boys' High School
- Mutare Girls' High School
- Nyamauru High School
- Sakubva High School (Dangwe)
- Sakubva High 2 School (Rushingo)
- St Dominic's High School
- St Joseph's High School
- St Mary's Secondary School

### Högre utbildning
- Africa University
- Marymount Teachers' College
- Mutare Teachers College
- Mutare Polytechnic
- Magamba Training Centre
- Manicaland College of Applied Sciences

## Kända personer med koppling till Mutare
- C.W.Mercer, brittisk författare som skrev under pseodonymen Dornford Yates och som levde nära staden från 1948 till sin bortgång 1960.
- Donal Lamont, katolsk biskop av Umtali/Mutare 1957–1982.
- Douglas Rogers, journalist som föddes och växte upp i Mutare.
- Arthur Mutambara, som blev vice statsminister i Zimbabwe den 11 februari 2009.
- Onismor Bhasera, fotbollsspelare som bland annat spelat för Plymouth Argyle Football Club i England.
- Tichafa Samuel Parirenyatwa Dr. (1927–1962), Zimbabwes första svarta läkare.
- Herbert Chitepo (15 juni 1923 – 18 mars 1975), Zimbabwes första svarta advokat.
- Supa Mandiwanzira, mediapersonlighet och politiker.
- Edgar Tekere (1937–2011), med smeknamnet "2 Boy", politiker.
- Genius Chidzikwe, tennisspelare
- Trevor Madondo (1976–2001), cricketspelare.
- Lawrence Mudehwe, borgmästare
- Bjorn Mordt, cricketer
- Daniel Baradza, skulptör
- Blessing Makunike, fotbollsspelare
- Chiwoniso Maraire, musiker
- Willard Katsande, fotbollsspelare
- Washington Arubi, fotbollsspelare
- Morgan Tsvangirai, politiker
- Farai Tumbare, basketspelare